# Ulf Peder Olrog (musikalbum)
Ulf Peder Olrog är ett musikalbum av Sven-Bertil Taube, med visor av Ulf Peder Olrog. Det var Sven-Bertil Taubes 15:e grammofonskiva. Albumet spelades in juni-juli 1973, och släpptes några månader senare på hösten 1973 på skivbolaget HMV. Arrangör, producent, pianist och inspelningsledare var Ulf Björlin. Ulf Peder Olrog hade avlidit 1972, ett år innan skivan gavs ut.

## Innehåll
Samtliga visor skrivna av Ulf Peder Olrog.
Sida A
1. På en liten smutsig bakgård – 3:58
2. Se Sundbyberg och sedan dö – 3:12
3. Ack vore jag två vita kaniner – 1:10
4. U-båt till salu – 2:32
5. Rosenblom och lycksalighetens ö – 1:12
6. Resan till Chyterae – 2:42

Sida B
1. Filosofisk dixieland – 2:50
2. Småvisesvit: Såna metoder / En död i skönhet / Glöm inte / Flickan man tar hem till mamma / Sekulariseringsblues – 2:08
3. Rosenbloms vaggsång – 1:59
4. Violen från Flen – 2:10
5. Jämmerdalsvals – 1:55
6. Dityramb i morgonglans – 1:38

## Medverkande musiker
- Sven-Bertil Taube – sång, gitarr
- Ulf Björlin – piano
- Martin Best – akustisk gitarr, elgitarr
- Edward Flower – akustisk gitarr, elgitarr, banjo
- Jeremy Barlow – flöjt, elorgel, piccolo, cembalo
- Christopher Lebon – cello
- Colin Bilham – kontrabas, elbas
- Per-Olof Gillblad – oboe
- Weine Renliden – trumpet
- Ove Lind – klarinett
- Torgny Nilsson – trombon
- Reimers Ekberg – slagverk
- Olle Åkerfeldt – slagverk
- Annika Risberg-Malm – sång (spår 6)

## Listplaceringar
- Kvällstoppen, Sverige: #5[1]